# International Championship
International Championship je profesionální bodovaný turnaj ve snookeru. Je pátým bodovaným turnajem v Číně po China Open, Shanghai Masters, Haikou World Open a Wuxi Classic, a také nejvíce ohodnoceným turnajem s nejdelším formátem v Asii.

## Historie
Turnaj se poprvé představil v Chengdu v listopadu 2012. Prvním vítězem turnaje byl Judd Trump, který ve finále porazil Neila Robertsona 10–8. V roce 2013 vyhrál titul Ding Junhui, který porazil Marca Fu 10–9. V roce 2014 vyhrál ve finále Ricky Walden, který porazil Marka Allena 10–7.

## Vítězové
| Rok  | Vítěz        | Poražený       | Výsledek | Sezóna  |
| ---- | ------------ | -------------- | -------- | ------- |
| 2012 | Judd Trump   | Neil Robertson | 10–8     | 2012/13 |
| 2013 | Ding Junhui  | Marco Fu       | 10–9     | 2013/14 |
| 2014 | Ricky Walden | Mark Allen     | 10–7     | 2014/15 |